# Битка код Лапушника
Битка код Лапушника представља две повезане војнеo-полицијске операције које су се одиграле током рата на Косову и Метохији, у периоду од 7. до 10. маја и поново од 25. до 26. јула 1998. године, у и око села Лапушник (општина Глоговац), у Косовском управном округу.

## Сукоби у мају 1998.
Прва значајна борба у Лапушнику одиграла се од 7. до 10. маја 1998. године, када су припадници Ослободилачке војске Косова (ОВК) напали и преузели контролу над селом Лапушник, као и делом магистралног пута Приштина–Пећ (државни пут 39).

## Повратак контроле над Лапушником (јул 1998)
Након што је почетком маја 1998. године Ослободилачка војска Косова (ОВК) заузела Лапушник и блокирала део магистралног државног пута 39 Приштина–Пећ, српске снаге безбедности су у другој половини јула покренуле офанзиву са циљем поновног успостављања контроле над овим стратешки важним подручјем.
Према извештају агенције Ројтерс од 27. јула 1998. године, српска полиција и војска су након вишедневних борби преузеле контролу над Лапушником. Српска државна телевизија је том приликом емитовала снимке заплењене опреме, ровова, бункера, муниције и униформи за које се наводи да су припадали ОВК. У акцији су, према званичним наводима, коришћена тешка артиљерија и ракетни бацачи.
Истог дана забележени су и оружани инциденти на административној граници са Албанијом, што је, према медијским наводима, изазвало забринутост међународне заједнице због потенцијалне ескалације сукоба. Артиљеријска дејства и напредовање српских снага довела су до расељавања албанског цивилног становништва из више села у централном делу Косова.
Поновно заузимање Лапушника сматра се значајним ударцем на позиције ОВК у том делу покрајине, пошто је тиме успостављена контрола над једном од главних комуникационих линија ка западном делу Косова и Метохије.

## Логор у Лапушнику
Постојање логорског комплекса у Лапушнику, у којем су држани српски и албански цивили и опозиционари, потврђено је у Судском поступку ICTY против Фатмира Љимаја и других. Поступајући под командом ОВК, низ особа је оптужен за организовање незаконитог притвора, мучења и убистава затвореника у периоду између маја и јула 1998. године. Суд је утврдио да су затвореници били изложени суровим условима и системском злостављању, укључујући тешка физичка кажњавања и оскудну храну. Укупно барем 23 особе су убијене. У тросмерном судском поступку, Фатмир Љимај и Исак Мусљиу су ослобођени оптужби због недостатка доказа, док је чувар Харадин Баља осуђен на 13 година затвора за ратне злочине. 